# Igreja de Santa Maria presso San Satiro
A igreja de Santa Maria presso San Satiro é uma igreja paroquial de Milão. A construção da igreja foi empreendida no final do século XV a mando do duque Gian Galeazzo Sforza e posteriormente continuada por Ludovico il Moro como parte de um ambicioso programa de renovação das artes no ducado, que contemplava, entre outras coisas, a convocação dos artistas da corte milanesa de toda a Itália: o edifício foi de facto concebido de acordo com as novas formas renascentistas importadas para o ducado por Donato Bramante. A igreja, construída englobando o mais antigo sacélio de São Sátiro que lhe deu o nome, é famosa por abrigar o chamado "falso coro " de Bramante, obra-prima da pintura em perspectiva do renascimento italiano.

## História
O núcleo mais antigo do complexo foi fundado no século IX por testamento de Ansperto, bispo de Milão, como uma pequena igreja dedicada a São Sátiro, São Silvestre e Santo Ambrósio. O ano exacto da fundação data a 876 segundo o historiador medieval Filippo di Castelseprio , a 868 conforme afirma Serviliano Lattuada na sua Descrição de Milão , a 869 de acordo com a Historia Patriae do Historiador milanês Tristano Cast  . Esta pequena igreja é citada em documentos datados de 972, 1087 e 1103, nos quais se confirma a jurisdição dos monges beneditinos de Sant'Ambrogio sobre o pequeno edifício de culto e o xenodochio anexo  .

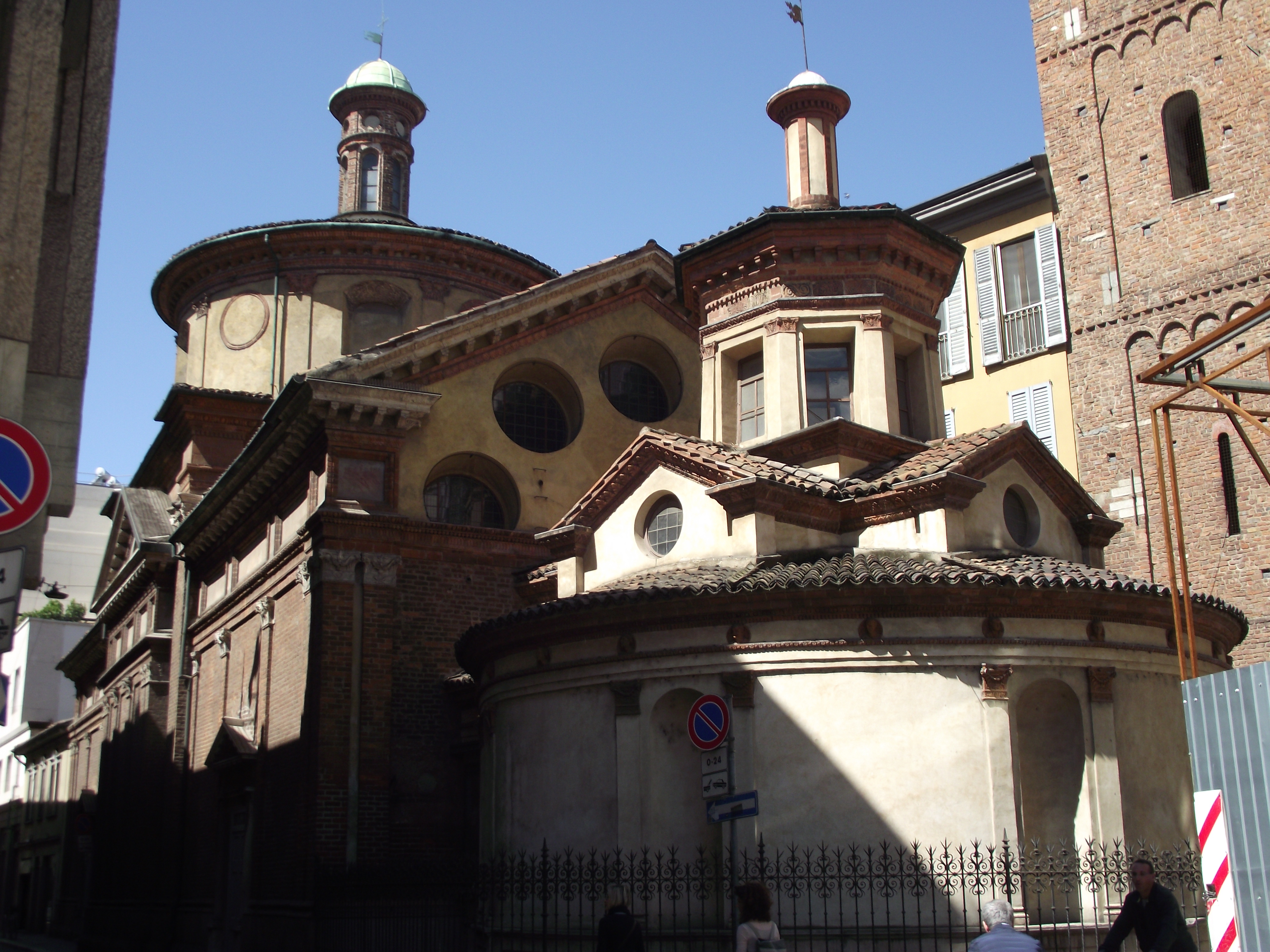
Vista da parte de trás do complexo